# 綫理 (地質)

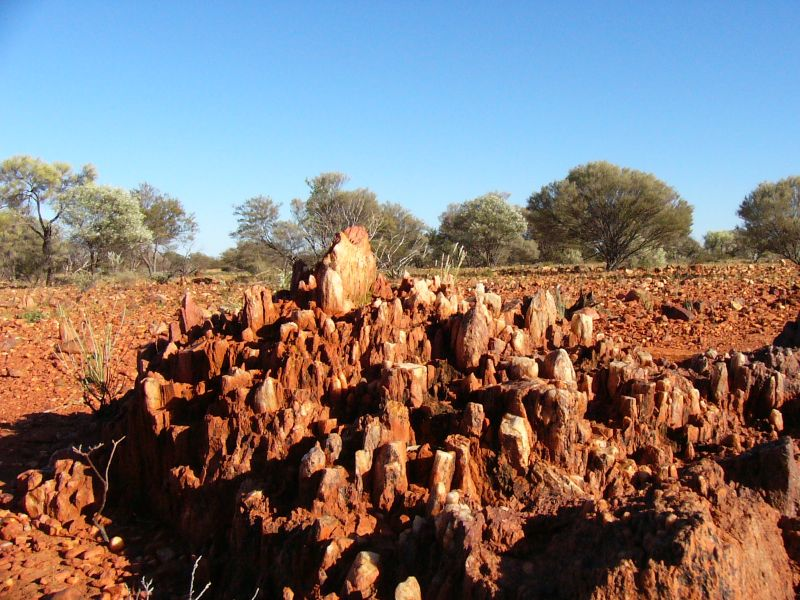
屬 L-構造岩的拉伸卵石礫岩，顯示剪切帶內的拉伸綫理。不對稱剪切已將礫岩卵石拉伸成細長（雪茄形）棒。地點：澳大利亞，格倫加里盆地

綫理（英語：Lineation）是指構造地質學中岩石內線性紋理的特徵。 常見綫理的類型包括，交叉綫理，鋸齒綫理，礦物綫理和拉伸綫理。地圖上綫理是用插入角（plunge angle）和方位角來表示。

### 交叉綫理
交叉綫理是由三維空間中任意兩個平面相交形成的線性結構。層理面和葉理面的相交，就在葉理面上形成彩色條紋痕跡。這些條紋通常與局部褶皺脊平行的。交叉綫理也可能是由於兩個葉理面的交叉。
交叉綫理的測量是相對於兩個相交形成結構的描述。例如，根據構造地質學的測量慣例，原始層理面S0 與褶皺軸面平行的葉理面相交，形成一條相交線L0-1，其方位角和插入角根據褶皺。這是典型的解理面與層理面的相交角度，可判在斷褶皺任何地方的褶皺插入角。

### 拉伸綫理
不對稱變形過程的剪切力，能在岩石形成拉伸綫理。拉伸綫理主要記錄最大拉伸的矢量，垂直於縮短的主平面。拉伸線可以想像成一團糖漿（糖蜜），當拉伸時，它會形成一個與拉動方向平行的雪茄形棒。縮短與拉伸同時發生，但與拉伸方向垂直。
參考右圖（頂部），礫岩卵石很可能沉積時為次球形卵石和巨石。在變形過程中，岩石被壓扁，然後通過韌性剪切帶運動被拉伸。球形礫岩卵石沿著這個剪切帶的運動方向伸展，形成了它們目前略顯扁平的雪茄形狀。因此，鵝卵石記錄了關於剪切帶（近垂直）方位和剪切帶運動方向的重要信息，岩體所經歷的應變亦可被量化推算。
拉伸線理和相交線理之間的主要區別在於，拉伸線理不具有關岩體內其他平面紋理方向的信息。對於圖内砂岩內圖示線，它們不記錄葉理面早期變形的信息，也不能用於推斷褶皺或原始層理的方向信息。